# 遊びの百科全書
『遊びの百科全書』（あそびのひゃっかぜんしょ）は、知的遊戯について編集したシリーズ。
カマル社・桑原茂夫の企画制作で、日本ブリタニカで出版され、一部が河出書房新社「ふくろうの本」や河出文庫で再刊された。

## 日本ブリタニカ
- 遊びの百科全書〈1〉言語遊戯 高橋康也編 1979/10/1
- 遊びの百科全書〈2〉アイ・トリック 種村季弘編 1979/10/1
- 遊びの百科全書〈3〉レンズ・マジック 広瀬秀雄編 1979/12/1
- 遊びの百科全書〈4〉図形工房 野口広編 1980/1/1
- 遊びの百科全書〈5〉暗号通信 巖谷國士編 1980/7/1
- 遊びの百科全書〈6〉人形からくり 立川昭二編 1980/3/1
- 遊びの百科全書〈7〉玩具館 澁澤龍彦編　1980/5/1
- 遊びの百科全書〈8〉装置実験室 寺山修司編 1980/9/1
- 遊びの百科全書〈9〉ミステリ・ナンバー 高木茂雄編 1980/11/1
- 遊びの百科全書〈10〉迷宮幻想 岡本太郎編 1980/12/1

## 河出文庫
- 新版・遊びの百科全書〈1〉からくり (河出文庫) 立川昭二  、高柳篤  1987/7/1
- 新版・遊びの百科全書〈2〉だまし絵 (河出文庫)  種村季弘 、高柳篤    1987/8/1
- 新版・遊びの百科全書〈3〉映像遊戯 (河出文庫)  広瀬秀雄  、矢牧健太郎   1987/9/1
- 新版・遊びの百科全書〈4〉玩具館 (河出文庫) 渋澤龍彦、矢牧健太郎  1987/11/1
- 新版・遊びの百科全書〈5〉遊戯装置 (河出文庫) 寺山修司 、矢牧健太郎   1988/1/1

## 河出「ふくろうの本」
- 図説 アイ・トリック―遊びの百科全書 (ふくろうの本)  種村季弘・赤瀬川原平・高柳篤, 2001/10/1
- 図説 からくり―遊びの百科全書 (ふくろうの本) 立川昭二・種村季弘・青木国夫・高柳篤・玉屋庄兵衛, 2002/4/1
- 図説 映像トリック―遊びの百科全書 (ふくろうの本)  広瀬秀雄・矢牧健太郎, 2002/6/1